# Lilia Izquierdo
Lilia Izquierdo Aguirre (L'Avana, 10 febbraio 1967) è un'ex pallavolista cubana.
Ha vinto tre medaglie olimpiche nella pallavolo con la nazionale femminile cubana, tutte d'oro. In particolare ha trionfato con la sua squadra alle Olimpiadi di Barcellona 1992, alle Olimpiadi di Atlanta 1996 e alle Olimpiadi di Sydney 2000.